# Poa wisselii
Poa wisselii är en gräsart som beskrevs av Pieter Jansen. Poa wisselii ingår i släktet gröen, och familjen gräs. Inga underarter finns listade i Catalogue of Life.